# Gustaf Kruus af Gudhem

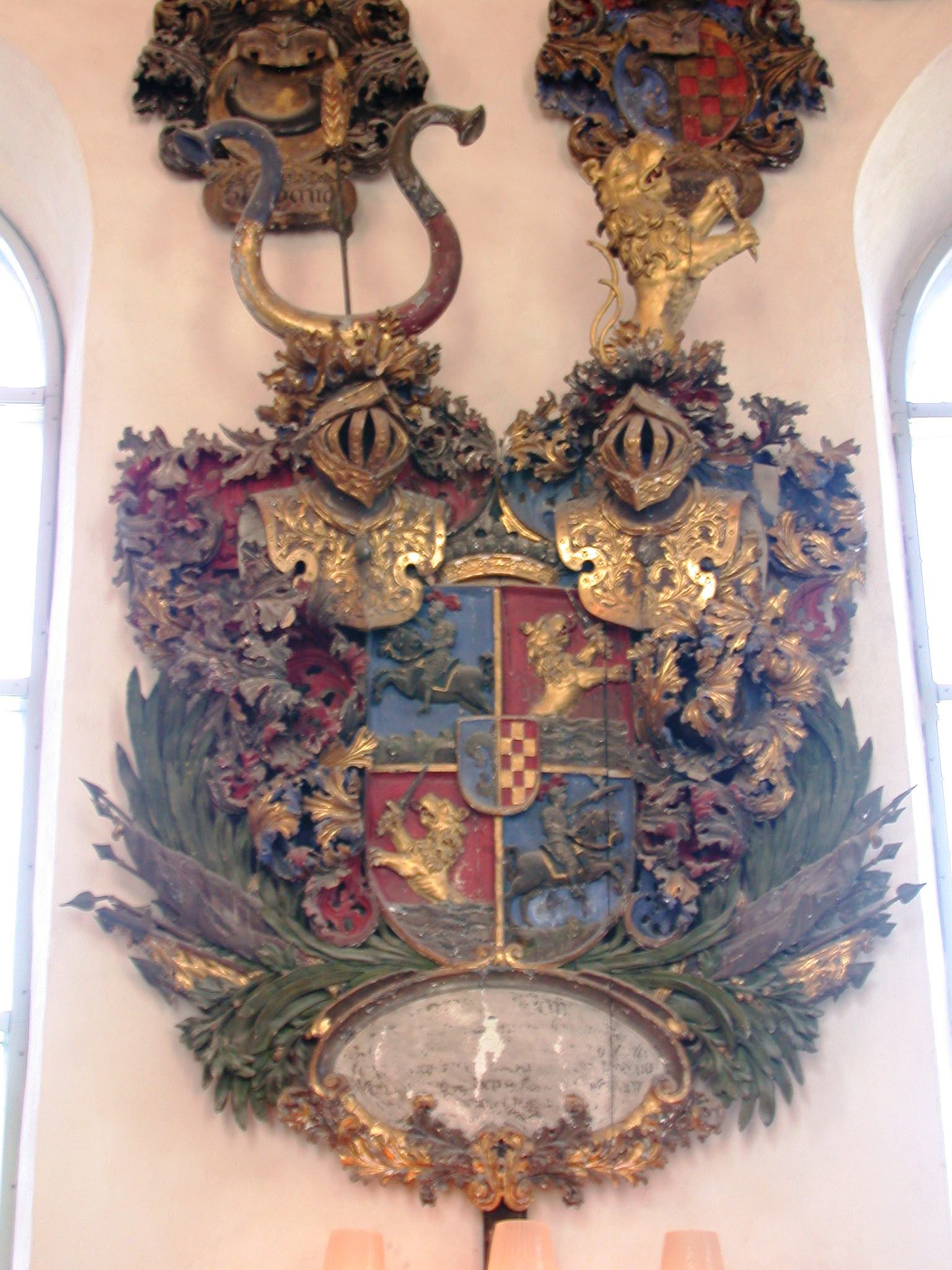
Gustaf Kruus' begravningsvapen i Björklinge kyrka av Burchardt Precht

Gustaf Kruus af Gudhem (även stavat Cruus af Gudhem), född 28 april 1649 i Wismar, död 2 maj 1692 i Stockholm, var en svensk friherre och överste.

## Biografi
Gustaf Kruus var son till Lars Jespersson Kruus af Gudhem och Agneta Horn af Björneborg. Han föddes i Jakob Grulenz hus i Wismar söndagen den 28 april 1649, klockan nio på morgonen och döptes den 15 maj.
Gustaf Kruus deltog dels i slaget vid Halmstad den 17 augusti 1676, dels i slaget vid Lund 1676 och blev där "illa kväst" (sårad) i vänstra höften. Han blev överste vid kavalleriet 1678. Han deltog som volontär under Ludvig Vilhelm av Badens fälttåg i Ungern under Stora turkiska kriget och återkom därifrån 1686.
År 1687 gifte han sig med grevinnan Sidonia Juliana Lewenhaupt, som var hans kusins dotter, tillika syssling. Med henne hade han en son Jesper som dog ung, troligen före fadern.
Gustav Kruus avled den 2 maj 1692 och bisattes den 4 maj i greve Carl Leijonhufvuds grav i Riddarholmskyrkan i Stockholm. Själva begravningsceremonin ägde rum den 6 november 1692 i Riddarholmskyrkan. Därefter transporterades kistan med den avlidne till Sätuna gravkor i Björklinge kyrka. Under tiden mellan maj och november tillverkades bland annat en sarkofag, ett förgyllt krucifix av tenn, ett huvudbaner samt 16 anvapen. Arbetet med huvudbaner och anvapen utfördes av Burchardt Precht.
Kruus vilar i sarkofag nr 3 i Sätuna gravkor i Björklinge kyrka. Sarkofagen är ett mästerverk. Burchardt Precht har egenhändigt tillverkat det förgyllda tennkrucifix, som pryder sarkofagens lock. Sarkofagen i övrigt är gjord av gördelmakaren Wolfgang Müller, men är formgiven av Burchardt Precht.
På Skokloster finns en tavla av K Thomas, föreställande Gustaf Kruus.